# Tikoubaouine (groupe)
Tikoubaouine est un groupe de musique touareg formé en 2013 à In Salah, dans le sud de l'Algérie. Alliant traditions sahariennes et sonorités modernes, il s'inscrit dans la mouvance du « blues du désert ». Le groupe tire son nom des montagnes Tikoubaouine, situées dans la région de Djanet.

## Histoire
Le groupe Tikoubaouine est fondé en 2013 à In Salah, par des musiciens issus de la culture touarègue du sud algérien, nés de parents nomades entre Adrar et In Salah. Le projet naît d’un désir de faire dialoguer la tradition musicale saharienne avec des instruments et des influences contemporaines comme la guitare électrique ou le reggae.
Au fil des années, le groupe se produit dans de nombreux festivals nationaux et événements culturels. En mars 2024, Tikoubaouine donne un concert remarqué à Alger, mêlant poésie touarègue et rythmes sahéliens.
Le groupe participe en mai 2024 à la soirée inaugurale du Festival culturel européen d'Alger, aux côtés d'autres artistes de renom. Il inaugure également la deuxième édition du festival "Thé Show" organisé à Alger.
Actuellement, le groupe est composé de chanteurs et guitaristes Saïd Benkhira et Hocine Deggar, du bassiste Omari Abdelhafed, du percussionniste Djaber Asserir (djembé, callebasse) et du batteur Amine Hamrouche,.